# 里查孙环形山
里查孙环形山(Richardson)是月球北半部一座大型的古老撞击坑，大约形成于前酒海纪时期，以英国天文学家欧文·威兰斯·理查森(1879年—1959年)之名命名，1979年被国际天文联合会正式批准接受。该环形山也被称为“撞击坑 114”。

## 描述
里查孙环形山位于月球背面(东侧边沿的后面)，中心点月面坐标为30°56′N 99°53′E / 30.93°N 99.89°E，直径162.6公里，深度3公里。该环形山的主要部分被横亘在西南部的麦克斯韦陨石坑所覆盖，而麦克斯韦陨石坑的南部，反过来又重叠着罗蒙诺索夫环形山。里查孙环形山西南与维斯廷环形山相毗邻、北面坐落着巨大的哈尔赫比环形山、东北分别是焦尔达诺·布鲁诺陨石坑和西拉德环形山、东南侧绵延着134公里长的阿尔塔莫诺夫链坑。
该环形山因存续期悠久而明显损毁，由于主要部分被麦克斯韦尔陨石坑覆盖，使它的外观呈新月形。环形山坑壁平整，西北和东侧壁分别与卫星坑"里查孙W"和"里查孙 E"相连。环形山坑底表面相对平坦，分布着众多小型陨坑，坑底及坑壁各处覆盖着一些来自东北方布鲁诺陨坑的细微射纹物质。

## 卫星陨石坑
按照惯例，最靠近里查孙环形山的卫星坑在月图上以字母标注在该坑中心点的旁边。

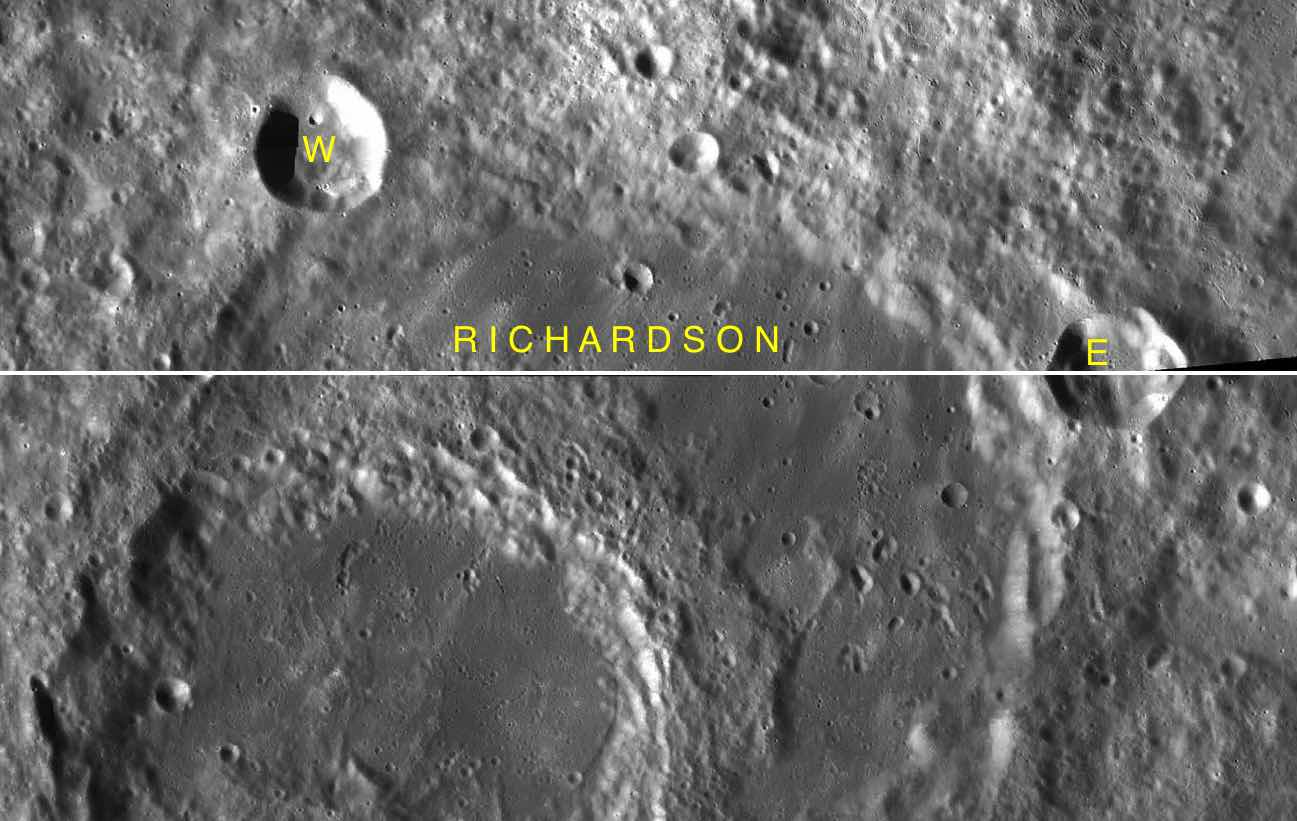
LAC-29, LAC-46 拼接图.

| 里查孙 | 纬度    | 经度     | 直径    |
| ------ | ------- | -------- | ------- |
| E      | 31.9° N | 103.6° E | 22 公里 |
| W      | 33.5° N | 98.3° E  | 23 公里 |